# Alain Poher

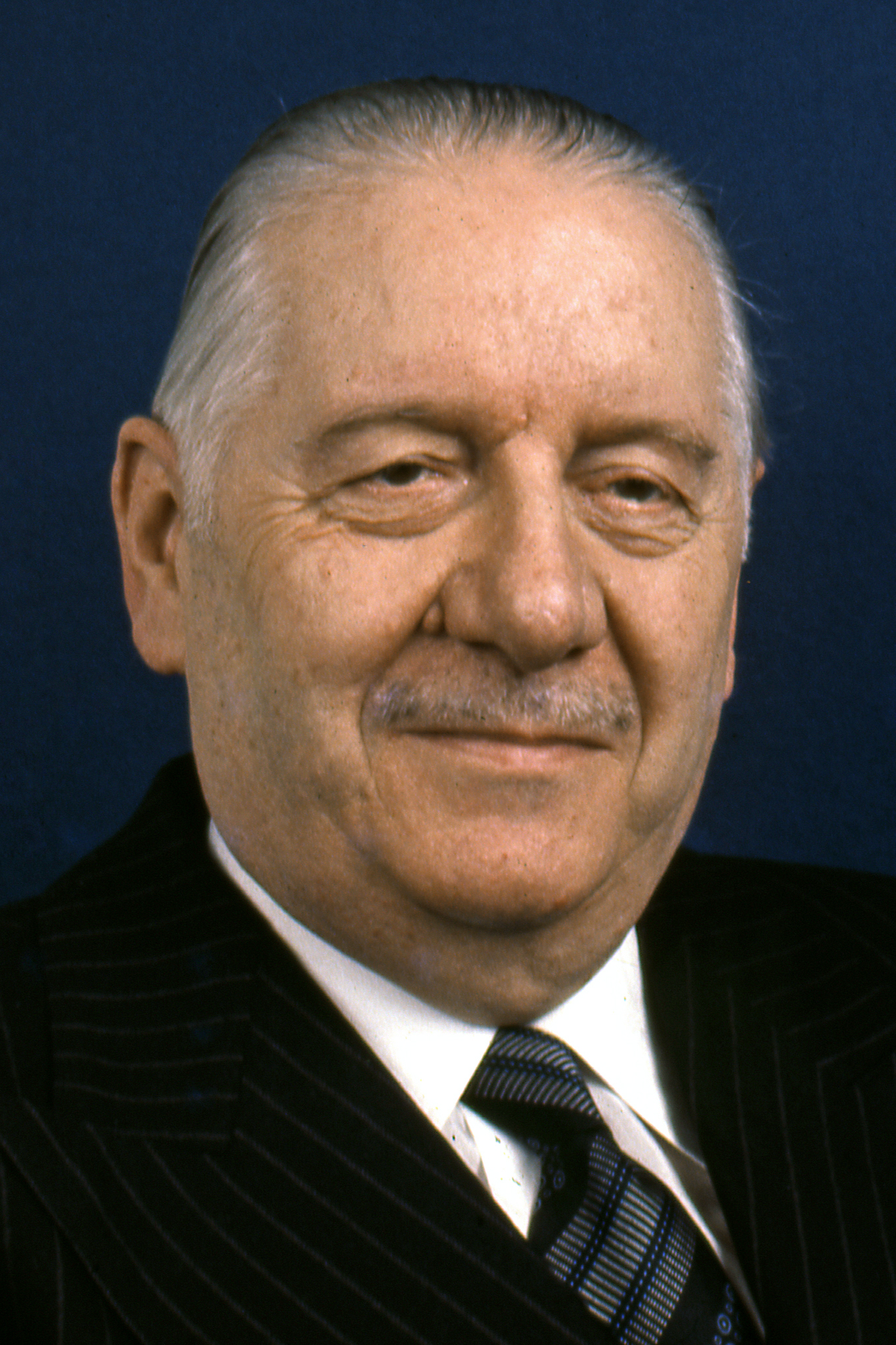
Alain Poher in de jaren 80

Alain Émile Louis Marie Poher (Ablon-sur-Seine, 17 april 1909 – Parijs, 9 december 1996) was een Frans politicus van de Mouvement Républicain Populaire (MRP), een christendemocratisch georiënteerde partij, die tot 1967 heeft bestaan. Hij was tweemaal president ad interim van de Franse Republiek (1969, 1974). In de buitenlandse politiek was hij uitgesproken pro-Europees.
Poher werd in 1946 verkozen in de Franse Senaat voor de partij MRP. Hij bekleedde hoge functies binnen het ministerie van Financiën en was een medestander van Robert Schuman bij de Europese eenmaking. Hij was voorzitter van de commissie voor de Euromarkt tussen 1955 en 1957 en voorzitter van het Europees Parlement vanaf 1966.
Poher werd op 3 oktober 1968 voorzitter van de Senaat kort voordat president Charles de Gaulle een referendum organiseerde om dit lichaam sterk te wijzigen en van zijn macht te beroven. Hervorming van de Senaat was onderdeel van een pakket voorstellen waarmee het staatshoofd het vertrouwen van de Fransen wilde herwinnen na de Parijse studentenrevolte van mei 1968. Hij had echter buiten Poher gerekend. Onvermoeibaar reisde deze door heel Frankrijk om het 'non' tegen de voorstellen aan te prijzen. De voorstellen van de Gaulle werden inderdaad door een meerderheid van de kiezers afgewezen, waarop die onmiddellijk aftrad.
Op 29 april 1969 werd Poher interim-president door het aftreden van de Gaulle. Politici uit de Vierde Republiek haalden de populair geworden Poher over zich kandidaat te stellen voor het presidentschap. Aan een campagne kwam deze echter niet toe. Er dreigde een lacune in het landsbestuur dat niet was voorbereid op het post-de Gaulletijdperk; en premier Maurice Couve de Murville weigerde iedere samenwerking met de interim-president.
Achter Poher vormde zich een coalitie van alle antigaullisten, links, rechts en centrum. De communisten wilden echter Poher niet steunen in de tweede ronde, nadat hun eigen kandidaat was afgevallen. Poher moest het afleggen tegen de gaullistische kandidaat, oud-premier Georges Pompidou (42,1% van de stemmen tegen 57,6%).
Poher keerde terug naar de Senaat, waarvan hij nog tot 1992 voorzitter zou blijven. Na de dood van Pompidou in 1974 was hij opnieuw waarnemend president, maar ditmaal beperkte hij zich tot het afhandelen van lopende zaken.
- Bibliothèque nationale de France: cb11920100j (data)
- CiNii: DA04807460
- Gemeinsame Normdatei: 119231867
- International Standard Name Identifier: 0000 0001 1021 1491
- Library of Congress Control Number: n85383540
- Nationale Bibliotheek van Tsjechië: mzk20201066519
- Nationale Bibliotheek van Israël: 987011288740405171
- Nederlandse Thesaurus van Auteursnamen: 068670141
- Système universitaire de documentation: 027076997
- Virtual International Authority File: 12313769
- WorldCat: E39PBJkMCHVwYHCRyYypqPWCcP